# Illusions funambulesques
Illusions funambulesques er en fransk stumfilm fra 1903 af Georges Méliès.